# كام سكانر
كام سكانر (بالإنجليزية: CamScanner)‏ هو تطبيق محمول صيني صدر لأول مرة في عام 2011 ويسمح باستخدام أجهزة آي أو إس وأندرويد كماسحات ضوئية للصور. فهو يتيح للمستخدمين "مسح" الملفات ضوئيًا (عن طريق التقاط صورة بكاميرا الجهاز) ومشاركة الصورة إما بصيغة جيه بيه إي جي أو صيغة المستندات المنقولة. هذا التطبيق متاح مجانًا على متجر جوجل بلاي ومتجر آب ستور. يعتمد التطبيق على نموذج فريميوم، مع إصدار مجاني مدعوم بالإعلانات وإصدار متميز مع خصائص إضافية.

## تاريخ
في 27 أغسطس 2019، اكتشفت شركة الأمن السيبراني الروسية كاسبرسكي لاب أن الإصدارات الحديثة من تطبيق أندرويد وزعت مكتبة إعلانية تحتوي على دروبر، والتي أُضيفت أيضًا في بعض التطبيقات المثبتة مسبقًا على العديد من الهواتف المحمولة الصينية. تقوم مكتبة الإعلانات بفك تشفير أرشيف Zip الذي يقوم بعد ذلك بتنزيل مستندات إضافية من الخوادم التي يتحكم فيها المخترقون، مما يسمح للمخترقين بالتحكم في الجهاز، بما في ذلك عن طريق عرض إعلانات متطفلة أو فرض رسوم على الاشتراكات المدفوعة. قامت جوجل بإزالة التطبيق بعد أن أبلغت كاسبرسكي بالنتائج التي توصلت إليها. وُفرت نسخة محدثة من التطبيق مع إزالة مكتبة الإعلانات على متجر جوجل بلاي اعتبارًا من 5 سبتمبر 2019. اعترفت كاسبرسكي لاحقًا قائلة: "نحن نقدر الاستعداد للتعاون الذي رأيناه من ممثلي كام سكانر، بالإضافة إلى الموقف المسؤول تجاه سلامة المستخدم الذي أظهروه أثناء القضاء على التهديد... أُزيلت الوحدات الضارة من التطبيق فورًا بعد تحذير كايبرسكي، بعد ذلك أُعيد التطبيق بواسطة جوجل بلاي."
في يونيو 2020، مع استمرار التوترات على طول خط السيطرة الفعلية بين الصين والهند، قررت حكومة الهند حظر 118 تطبيقًا صينيًا، بما في ذلك تيك توك وكام سكانر بسبب المشاكل المتعلقة البيانات والخصوصية.

## خاصيات

### مسح المستندات
يتيح التطبيق للمستخدم مسح المستندات ضوئيًا عن طريق التقاط صورة بكاميرا الهاتف. التعرف الضوئي على الحروف
يقوم تلقائيًا بقص الصور الممسوحة ضوئيًا وتسويتها، ويمكنه أيضًا إزالة ضوضاء الخلفية.

### تحرير المستندات
يمكن للمستخدمين عمل تعليقات توضيحية أو إضافة علامات مائية أو التوقيع على المسح الضوئي أو المستندات المستوردة من المجلد المحلي. يسمح التطبيق أيضًا للمستخدم بإضافة كلمات مرور لحماية مستنداته قبل مشاركتها عبر البريد الإلكتروني أو وسائل التواصل الاجتماعي.

### تحويل صيغة المستندات المنقولة
يدعم كام سكانر مجموعة متنوعة من تحويلات التنسيق بما في ذلك تحويل صيغة المستندات المنقولة إلى وورد وإكسل وبي بي تي وجيه بيه جي، والعكس متوفر.